# 2019-es indianapolisi 500
A 103. Indianapolisi 500 mérföldes versenyt (angolul 103rd Indianapolis 500 vagy szponzorált nevén 103rd Indianapolis 500 presented by Gainbridge) hagyományosan május utolsó hétvégéjén, 2019. május 26-án vasárnap rendezték meg az Indianapolis Motor Speedway-en, Indianapolisban. A futam a 2019-es IndyCar sorozat eseménye volt. A verseny hossza 500 mérföld, vagyis 200 kör. A verseny előtt szokásosan megrendezték az IndyCar Grand Prix-t a belső vonalvezetésen és utána folytatódott a program az ovál pályán.
A 2018-as verseny győztese az ausztrál Will Power volt. A pole-pozíciót és a futamgyőzelmet is a 2016-os IndyCar-bajnok Simon Pagenaud szerezte meg, és egyben ő vezette leghosszabb ideig a versenyt, pontosan 116 körön keresztül.

## Nevezési lista

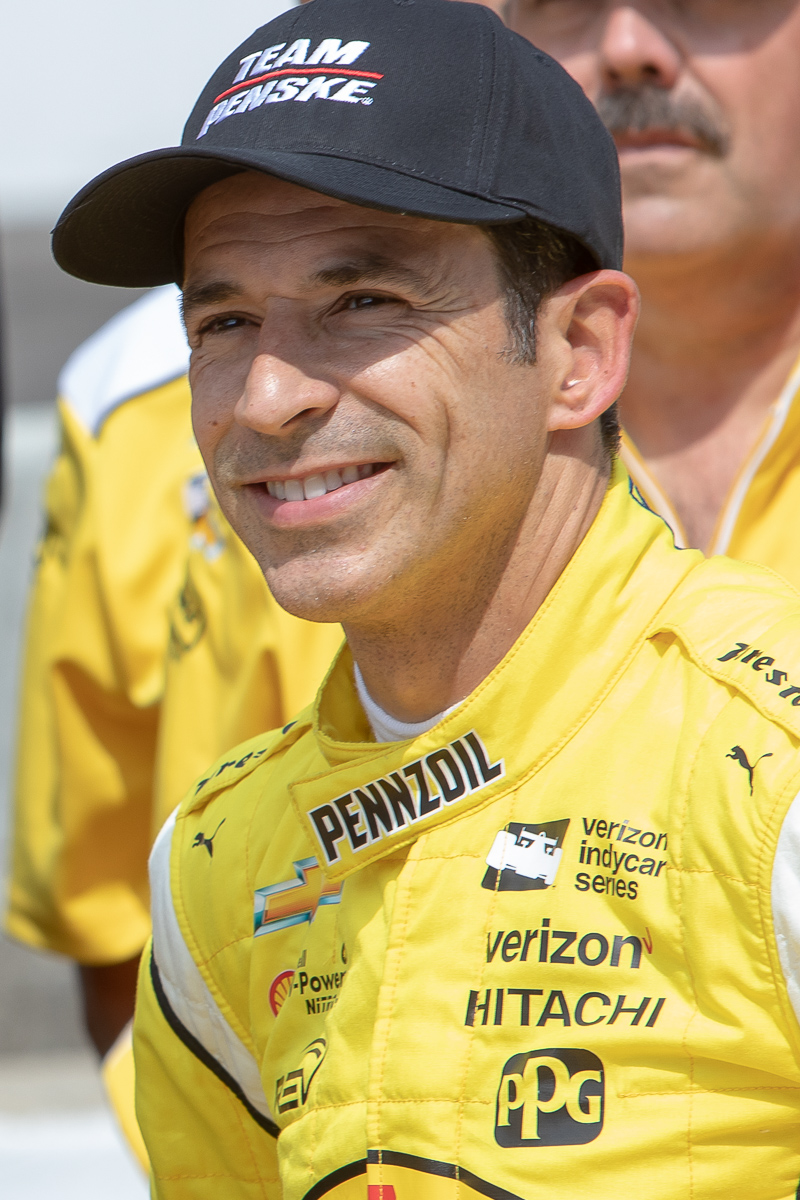
A háromszoros Indy500-győztes, Hélio Castroneves.

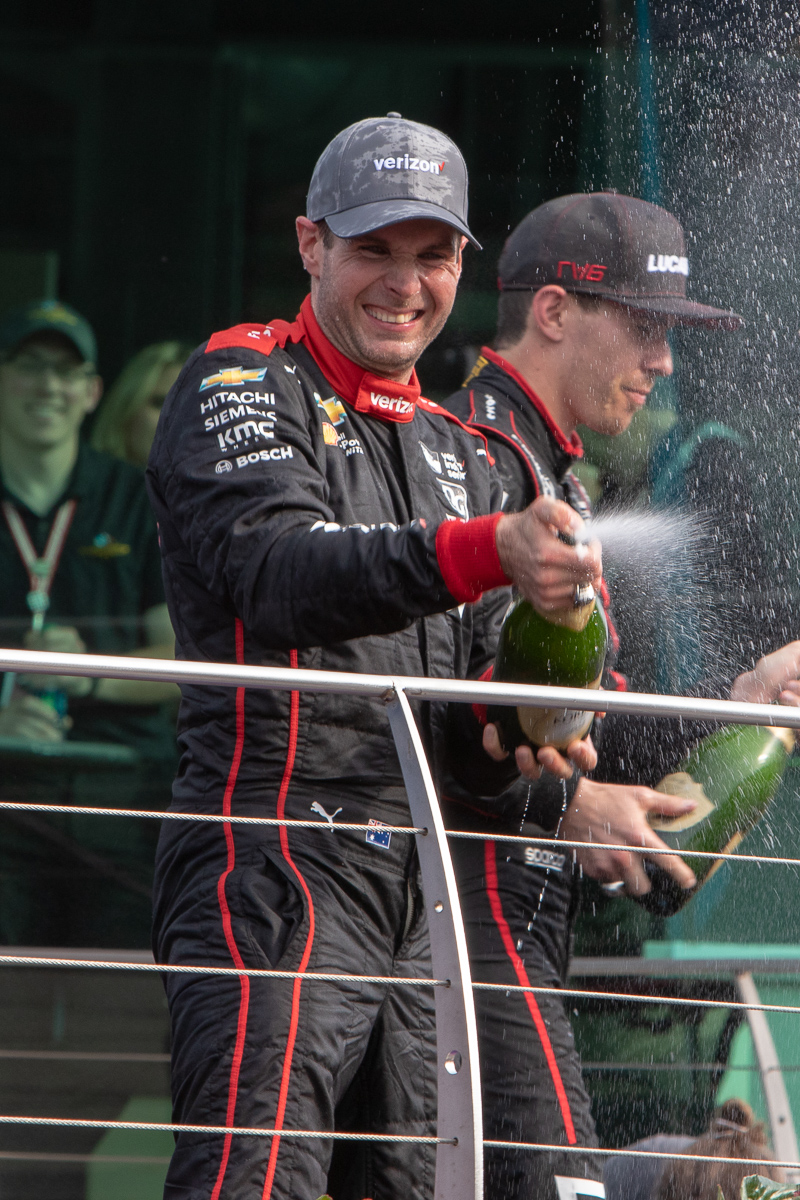
A 2014-es bajnok, továbbá a 2018-as Indy500-győztes, Will Power.

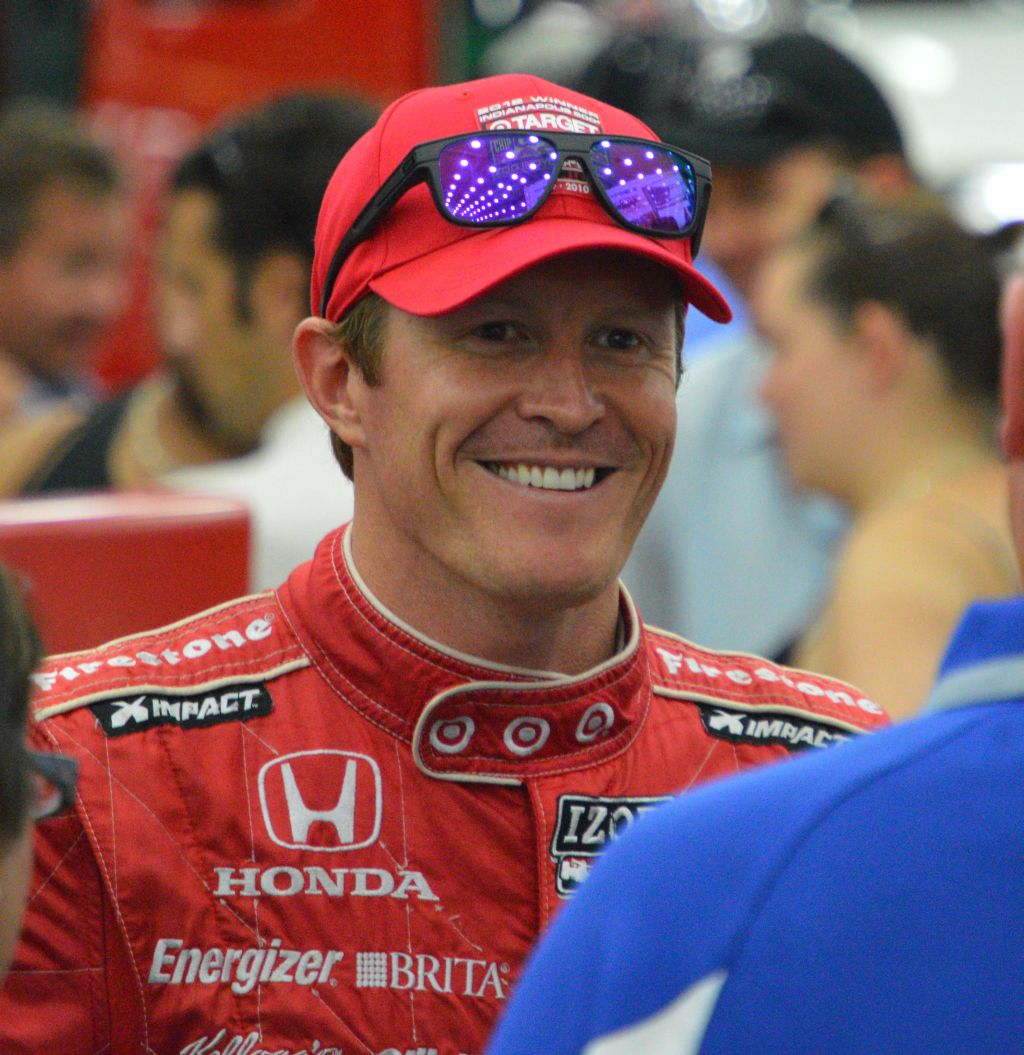
Az ötször bajnok és a 2008-as Indy500-győztes, Scott Dixon.

A nevezési listán megtalálható 7 korábbi győztes, név szerint Scott Dixon, Will Power, Tony Kanaan, Alexander Rossi, Ryan Hunter-Reay, Szató Takuma és Hélio Castroneves aki tavaly óta csak ezen a hétvégén szerepel a szériában.
Újonc versenyzőből szintén 7 név található, Patricio O'Ward, Ben Hanley, Colton Herta, Felix Rosenqvist, Santino Ferrucci, Jordan King,  továbbá Marcus Ericsson, aki az idei szezonra vette át a tavalyi ABC Supply 500-on súlyosan megsérült Robert Wickens helyét.
Fernando Alonso miután kiszállt a Formula–1-ből Daytona után ismét megpróbálta a legendás viadalt. Csapata a Mclaren Racing volt partnerségben a Carlin-nal. Végül a kétszeres F1-es bajnok még a futamra sem tudta magát kvalifikálni két gyári Carlin-os csapattársával együtt. A Carlin csapatától egyedül Charlie Kimball indulhatott a versenyen.
| No.                      | Versenyző            | Csapat                                                      | Motor     |
| ------------------------ | -------------------- | ----------------------------------------------------------- | --------- |
| 2                        | Josef Newgarden      | Team Penske                                                 | Chevrolet |
| 3                        | Hélio Castroneves Gy | Team Penske                                                 | Chevrolet |
| 4                        | Matheus Leist        | A. J. Foyt Enterprises                                      | Chevrolet |
| 5                        | James Hinchcliffe    | Arrow Schmidt Peterson Motorsports                          | Honda     |
| 7                        | Marcus Ericsson Ú    | Arrow Schmidt Peterson Motorsports                          | Honda     |
| 9                        | Scott Dixon Gy       | Chip Ganassi Racing                                         | Honda     |
| 10                       | Felix Rosenqvist Ú   | Chip Ganassi Racing                                         | Honda     |
| 12                       | Will Power Gy        | Team Penske                                                 | Chevrolet |
| 14                       | Tony Kanaan Gy       | A. J. Foyt Enterprises                                      | Chevrolet |
| 15                       | Graham Rahal         | Rahal Letterman Lanigan Racing                              | Honda     |
| 18                       | Sébastien Bourdais   | Dale Coyne Racing with Vasser-Sullivan                      | Honda     |
| 19                       | Santino Ferrucci Ú   | Dale Coyne Racing                                           | Honda     |
| 20                       | Ed Carpenter         | Ed Carpenter Racing                                         | Chevrolet |
| 21                       | Spencer Pigot        | Ed Carpenter Racing                                         | Chevrolet |
| 22                       | Simon Pagenaud       | Team Penske                                                 | Chevrolet |
| 23                       | Charlie Kimball      | Carlin                                                      | Chevrolet |
| 24                       | Sage Karam           | Dreyer & Reinbold Racing                                    | Chevrolet |
| 25                       | Conor Daly           | Andretti Autosport                                          | Honda     |
| 26                       | Zach Veach           | Andretti Autosport                                          | Honda     |
| 27                       | Alexander Rossi Gy   | Andretti Autosport                                          | Honda     |
| 28                       | Ryan Hunter-Reay Gy  | Andretti Autosport                                          | Honda     |
| 30                       | Szató Takuma Gy      | Rahal Letterman Lanigan Racing                              | Honda     |
| 31                       | Patricio O’Ward Ú    | Carlin                                                      | Chevrolet |
| 32                       | Kyle Kaiser          | Juncos Racing                                               | Chevrolet |
| 33                       | James Davison        | Dale Coyne Racing with Byrd/Hollinger/Belardi               | Honda     |
| 39                       | Pippa Mann           | Clauson-Marshall Racing                                     | Chevrolet |
| 42                       | Jordan King Ú        | Rahal Letterman Lanigan Racing                              | Honda     |
| 48                       | J. R. Hildebrand     | Dreyer & Reinbold Racing                                    | Chevrolet |
| 59                       | Max Chilton          | Carlin                                                      | Chevrolet |
| 60                       | Jack Harvey          | Meyer Shank Racing with Arrow Schmidt Peterson              | Honda     |
| 63                       | Ed Jones             | Ed Carpenter Racing Scuderia Corsa                          | Chevrolet |
| 66                       | Fernando Alonso      | McLaren Racing                                              | Chevrolet |
| 77                       | Oriol Servià         | MotoGator Team Stange Racing with Arrow Schmidt Peterson    | Honda     |
| 81                       | Ben Hanley Ú         | DragonSpeed                                                 | Chevrolet |
| 88                       | Colton Herta Ú       | Harding Steinbrenner Racing                                 | Honda     |
| 98                       | Marco Andretti       | Andretti Herta Autosport w/ Marco Andretti & Curb-Agajanian | Honda     |
| Hivatalos nevezési lista |                      |                                                             |           |

- Gy  Korábbi győztes
- Ú  Indy 500 újonc

## Program
| Va                         | Hé                           | Ke             | Sze            | Csü                        | Pé                           | Szo                   |
| -------------------------- | ---------------------------- | -------------- | -------------- | -------------------------- | ---------------------------- | --------------------- |
| 28                         | 29 Privát teszt (ovál pálya) | 30             | 1              | 2                          | 3                            | 4 Mini-Maraton        |
| 5                          | 6                            | 7              | 8              | 9 Road to Indy Szabadedzés | 10 Grand Prix Időmérő        | 11 IndyCar Grand Prix |
| 12 Anyák napja             | 13 Car conversion day        | 14 Szabadedzés | 15 Szabadedzés | 16 Szabadedzés             | 17 Szabadedzés (Fast Friday) | 18 Time Trials Q1     |
| 19 Bump Day Q2 Pole Day Q2 | 20 NTT/Lights Edzés          | 21             | 22             | 23 Indy Lights Időmérő     | 24 Carb Day Freedom 100      | 25 Legends Day Parádé |
| 26 Indianapolis 500        | 27 Memorial Day              | 28             | 29             | 30                         | 31                           |                       |

| \| Szín \| Megjegyzés \| \| -------- \| --------------------------- \| \| Zöld \| Szabadedzés \| \| Sötétkék \| Időmérő \| \| Ezüst \| Versenynap \| \| Piros \| Eső miatt törölve/rövidítve \| \| Üres \| Nincs program \| * Tartalmazza azokat a napokat, amikor a pálya jelentősen korlátozott az eső miatt |                             |
| Szín | Megjegyzés                  |
| Zöld | Szabadedzés                 |
| Sötétkék | Időmérő                     |
| Ezüst | Versenynap                  |
| Piros | Eső miatt törölve/rövidítve |
| Üres | Nincs program               |

| Szín     | Megjegyzés                  |
| -------- | --------------------------- |
| Zöld     | Szabadedzés                 |
| Sötétkék | Időmérő                     |
| Ezüst    | Versenynap                  |
| Piros    | Eső miatt törölve/rövidítve |
| Üres     | Nincs program               |

## Tesztek
2018. augusztus 6-án privát tesztet végeztek a Firestone Indianapolis Motor Speedway ovál vonalvezetésen. Két csapat vett részt a Chevrolet és a Honda képviseletében. A Penske csapatánál, Will Power tesztelte Chevy-t, és Chip Ganassi Racing-nál, Scott Dixon tesztelte a Hondát. A 2018-as verseny során néhány kritika után javultak az elülső szárnyak és az alsó panelek a stabilitási problémák kezelésére. A sebességre azonban nem érkezett panasz.

### 2018 Augusztus
| Versenyző   | Csapat              | Motor     |
| ----------- | ------------------- | --------- |
| Scott Dixon | Chip Ganassi Racing | Honda     |
| Will Power  | Team Penske         | Chevrolet |

### 2018 Október
A sorozatos tesztet 2018. október 17-én folytatták a pálya hagyományos vonalvezetésén. Hat csapat tesztelt, továbbfejlesztve az UAK18 univerzális aero készlet és a Firestone gumiabroncsok aerodinamikai specifikációit.
A tesztet követően a résztvevők kifejezték, hogy a pálya nagyobb tapadást mutat, és az új gumiabroncs következetesebb volt, mint a 2018-ban használt vegyület.
| Versenyző       | Csapat                         | Motor     |
| --------------- | ------------------------------ | --------- |
| Scott Dixon     | Chip Ganassi Racing            | Honda     |
| Will Power      | Team Penske                    | Chevrolet |
| Alexander Rossi | Andretti Autosport             | Honda     |
| Ed Carpenter    | Ed Carpenter Racing            | Chevrolet |
| Tony Kanaan     | A. J. Foyt Enterprises         | Chevrolet |
| Graham Rahal    | Rahal Letterman Lanigan Racing | Honda     |

### Ovál teszt — Április 19.
Három Indy500 újonc részt vett egy ovál teszten a Texas Motor Speedway-en április 19-én. Ben Hanley, Colton Herta és Marcus Ericsson.

### Teljes körű és Újonc teszt — Április 24.

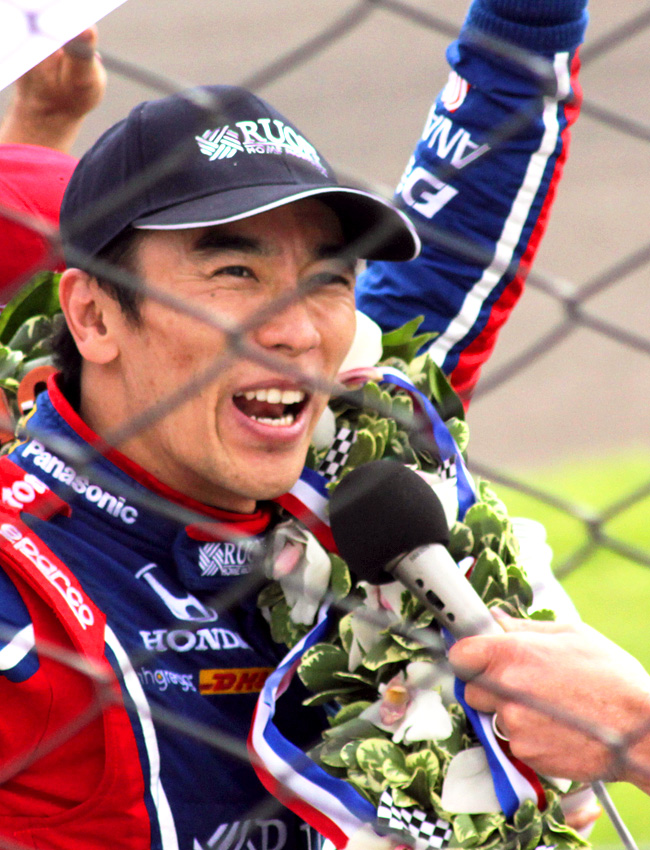
A 2017-es Indy500-győztes, Szató Takuma a nap legjobbja

Időjárás: 15 °C
Összefoglaló: Az Indianapolis Motor Speedway-en teljes körű nyílt tesztre került sor 2019. április 24-én, szerdán. Összesen tizenöt csapat vett részt, akik 28 versenyzővel álltak fel. A tesztet három szegmensre bontották, az első rész a teljes szezonban résztvevő IndyCar-pilóták számára volt kiírva. A második munkamenet az újonc teszt volt. A harmadik felvonás pedig, mind a veteránoknak, mind az újoncoknak volt. A tesztelés időpontja 11:00 órakor kezdődött, azonban tizenegy perc elteltével a teszt megkezdése után meglengették a piros zászlót az eső miatt. A pálya 15:00 óra után volt alkalmas a körözésre. Körülbelül 16:45 órakor egy könnyű esőzuhany ismét lezárta a pályát. 18 órakor a pálya újból megnyílt az újonc programra és 19:30-ig tartott. A harmadik felvonást pedig törölték. Összesen húsz pilóta vett részt az első teszten, 707 kört teljesítve. Szató Takuma beállította a nap leggyorsabb körét (226.993 mph), és közel 223 km/ h-s sebességgel. Tony Kanaan nem körözött, Max Chilton pedig motorhiba miatt állt a boxban. Négy újonc (Colton Herta, Felix Rosenqvist, Santino Ferrucci és Marcus Ericsson) az újonc teszt mindhárom fázisát letudták különböző sebességeken az adott körben. Herta vezette a tabellát az újoncok között 226,108 km / h-s végsebességgel. A Formula–1-ből távozó Fernando Alonso teljessítette az első és második szakaszt, azonban a harmadikban megállt alatta a McLaren-Chevrolet elektromos problémák miatt és traileren szállították vissza a boxba. Hélio Castroneves, J. R. Hildebrand és Oriol Servià szintén nem tudtak teljesíteni mért köröket a második és harmadik szakaszban.
| Helyezés                                                | Rajtszám | Versenyző     | Csapat                         | Motor     | Sebesség |
| ------------------------------------------------------- | -------- | ------------- | ------------------------------ | --------- | -------- |
| 1                                                       | 30       | Szató Takuma  | Rahal Letterman Lanigan Racing | Honda     | 226.993  |
| 2                                                       | 20       | Ed Carpenter  | Ed Carpenter Racing            | Chevrolet | 226.414  |
| 3                                                       | 21       | Spencer Pigot | Ed Carpenter Racing            | Chevrolet | 226.325  |
| Hivatalos eredménylista (1) Hivatalos eredménylista (2) |          |               |                                |           |          |

## Gyakorlások az időmérő edzés előtt

### Szabadedzés — Május 14.
Időjárás: 21 °C
Összefoglaló: A gyakorlat mind a 36 autót és pilótát érintette. A legtöbb nevező teljeseítette az edzéseket ezt megelőzően , azonban az újonc Patricio O'Ward egyike volt akik nem, de Fernando Alonso elektromos problémákra panaszkodott aznap. A nap leggyorsabb körében Will Power futotta, aki 369.739 km / óra idő alatt ért körbe a legendás aszfaltcsíkon, a Team Penskes versenyző csapattársa, Simon Pagenaud lett a második és a saját csapatával versenyző Ed Carpenter lett a harmadik. Csak egy kisebb incidens történt a nap folyamán, amikor Colton Herta a 2-es oválban (kanyarban) a bemelegítőkörén megforogott, de megfogta az autóját és senki sem sérült meg.
| Helyezés                | Rajtszám | Versenyző      | Csapat              | Motor     | Sebesség |
| ----------------------- | -------- | -------------- | ------------------- | --------- | -------- |
| 1                       | 12       | Will Power     | Team Penske         | Chevrolet | 229,745  |
| 2                       | 22       | Simon Pagenaud | Team Penske         | Chevrolet | 229,703  |
| 3                       | 20       | Ed Carpenter   | Ed Carpenter Racing | Chevrolet | 228,653  |
| Hivatalos eredménylista |          |                |                     |           |          |

### Szabadedzés — Május 15.
Időjárás: 22 °C

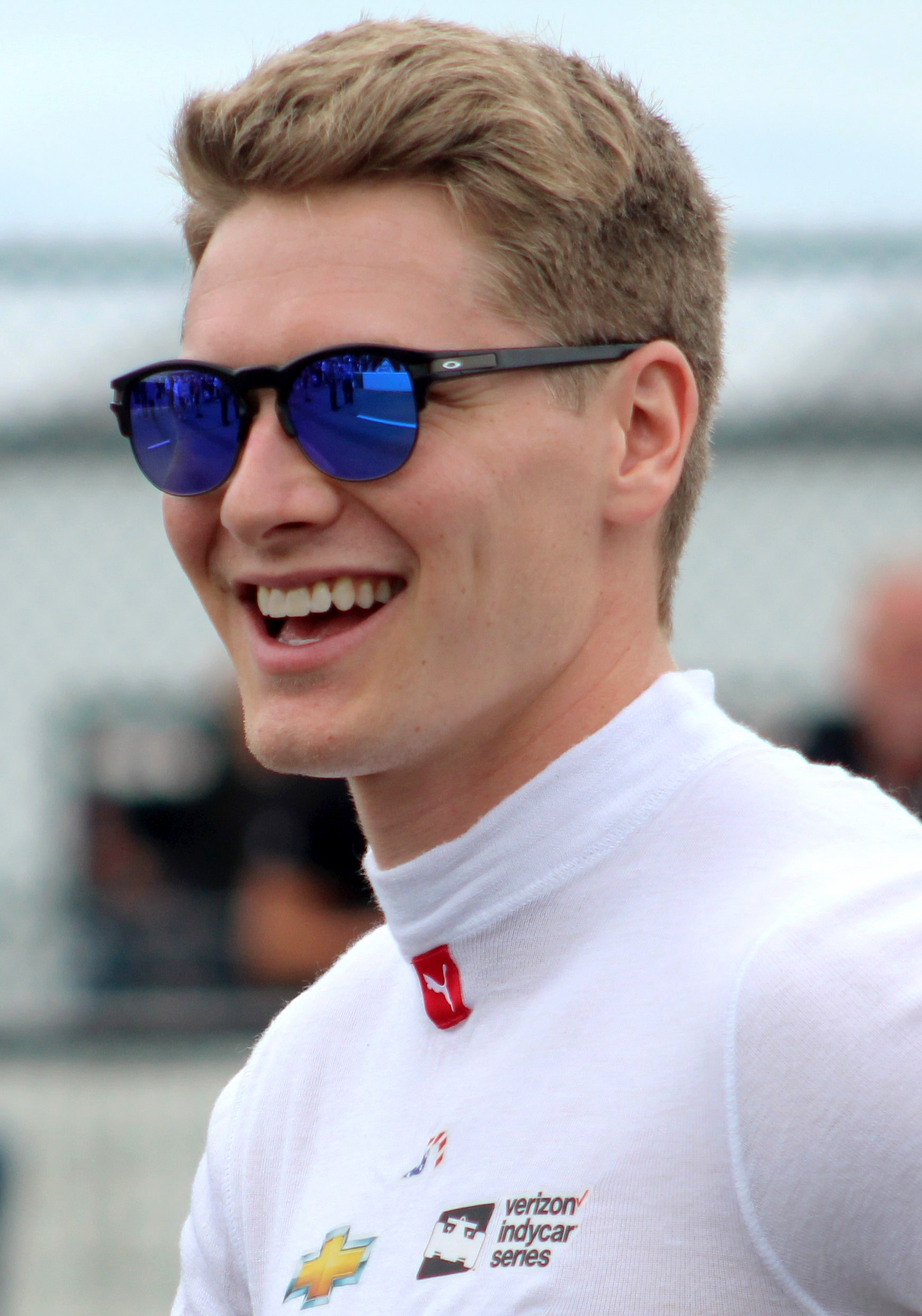
A 2017-es bajnok, Josef Newgarden a nap leggyorsabbja

Összefoglaló: Az első balesetet az idei versenyen 12:35-kor történt, Fernando Alonsoval. Az autó megcsúszott és a belső falnak ütközött, ezután átugratva a pályán, a külső falnak is nekiütközött. Alonso járműve megsérült, de a pilóta sértetlenül szállt ki a volán mögül és a csapat a nap hátralévő részében nem folytatta az edzést. A nap második részében 17:02-kor Felix Rosenqvist élt át meleg pillanatokat, amikor hozzáért a pálya belső része mellett található füvet és megcsúszott. Az autó jobb hátulja, háttal csapódott a korlátnak, majd keresztbe állva a pályán a belső védő gumifalat szemből találta el. Colta Herta követte és centimétereken múlt, hogy eltalálja a pályán keresztbeálló svéd autóját, de végül senki sem sérült meg. Azonban a Chip Ganassi Racing autójának jelentős javításra volt szüksége. A napot Josef Newgarden, zárta legelöl aki óránként 228,856 mérföldes (368,308 km / órás) sebességet autózott. Mögötte Scott Dixon és Spencer Pigot zárt. A mezőny összesen 3219 kört teljesített.
| Helyezés                | Rajtszám | Versenyző       | Csapat              | Motor     | Sebesség |
| ----------------------- | -------- | --------------- | ------------------- | --------- | -------- |
| 1                       | 2        | Josef Newgarden | Team Penske         | Chevrolet | 228,856  |
| 2                       | 9        | Scott Dixon     | Chip Ganassi Racing | Honda     | 228,835  |
| 3                       | 21       | Spencer Pigot   | Ed Carpenter Racing | Chevrolet | 228,658  |
| Hivatalos eredménylista |          |                 |                     |           |          |

### Szabadedzés — Május 16.
Időjárás: 26 °C
Összefoglaló:
| Helyezés                | Rajtszám | Versenyző    | Csapat                             | Motor     | Sebesség |
| ----------------------- | -------- | ------------ | ---------------------------------- | --------- | -------- |
| 1                       | 63       | Ed Jones     | Ed Carpenter Racing Scuderia Corsa | Chevrolet | 227,843  |
| 2                       | 30       | Szató Takuma | Rahal Letterman Lanigan Racing     | Honda     | 226,699  |
| 3                       | 26       | Zach Veach   | Andretti Autosport                 | Honda     | 226,070  |
| Hivatalos eredménylista |          |              |                                    |           |          |

### Szabadedzés — Május 17.
Időjárás: 28 °C
Összefoglaló:
| Helyezés                | Rajtszám | Versenyző      | Csapat                                                      | Motor | Sebesség |
| ----------------------- | -------- | -------------- | ----------------------------------------------------------- | ----- | -------- |
| 1                       | 25       | Conor Daly     | Andretti Autosport                                          | Honda | 231,704  |
| 2                       | 98       | Marco Andretti | Andretti Herta Autosport w/ Marco Andretti & Curb-Agajanian | Honda | 230,851  |
| 3                       | 30       | Szató Takuma   | Rahal Letterman Lanigan Racing                              | Honda | 230,755  |
| Hivatalos eredménylista |          |                |                                                             |       |          |

## Időmérő

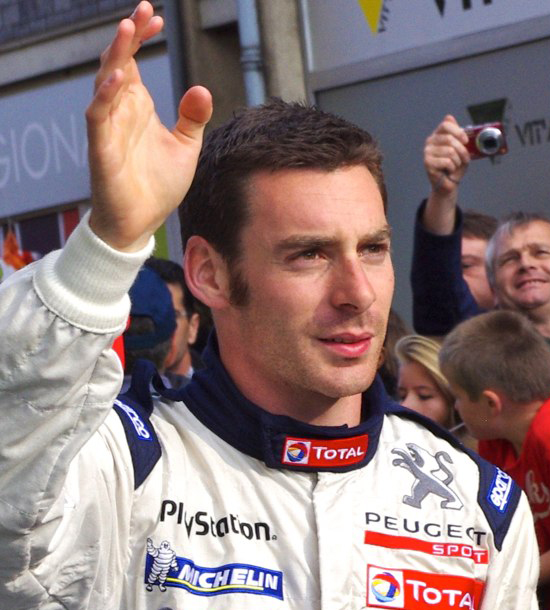
Simon Pagenaud a Fast Nine és a verseny győztese, pályafutása során először.

### Time trials — Május 18.
Időjárás: 29 °C
Összefoglaló: Fernando Alonso nem tudott bejutni a legjobb 33 közé, ezért pótselejteznie kellett. A spanyolon kívül még James Hinchliffe, Sage Karam, Patricio O'Ward, Max Chilton és Kyle Kaiser sem került be.
| Helyezés                        | Rajtszám  | Versenyző            | Csapat                                                      | Motor     | Sebesség       |
| Fast Nine                       | Fast Nine | Fast Nine            | Fast Nine                                                   | Fast Nine | Fast Nine      |
| ------------------------------- | --------- | -------------------- | ----------------------------------------------------------- | --------- | -------------- |
| 1                               | 21        | Spencer Pigot        | Ed Carpenter Racing                                         | Chevrolet | 230.083        |
| 2                               | 12        | Will Power Gy        | Team Penske                                                 | Chevrolet | 230.081        |
| 3                               | 22        | Simon Pagenaud       | Team Penske                                                 | Chevrolet | 229.854        |
| 4                               | 2         | Josef Newgarden      | Team Penske                                                 | Chevrolet | 229.749        |
| 5                               | 88        | Colton Herta Ú       | Harding Steinbrenner Racing                                 | Honda     | 229.478        |
| 6                               | 63        | Ed Jones             | Ed Carpenter Racing Scuderia Corsa                          | Chevrolet | 229.440        |
| 7                               | 20        | Ed Carpenter         | Ed Carpenter Racing                                         | Chevrolet | 229.349        |
| 8                               | 27        | Alexander Rossi Gy   | Andretti Autosport                                          | Honda     | 229.268        |
| 9                               | 18        | Sébastien Bourdais   | Dale Coyne Racing with Vasser-Sullivan                      | Honda     | 228.800        |
| Versenyzők a 10–33. pozíciókban |           |                      |                                                             |           |                |
| 10                              | 98        | Marco Andretti       | Andretti Herta Autosport w/ Marco Andretti & Curb-Agajanian | Honda     | 228.756        |
| 11                              | 25        | Conor Daly           | Andretti Autosport                                          | Honda     | 228.617        |
| 12                              | 3         | Hélio Castroneves Gy | Team Penske                                                 | Chevrolet | 228.523        |
| 13                              | 7         | Marcus Ericsson Ú    | Arrow Schmidt Peterson Motorsports                          | Honda     | 228.511        |
| 14                              | 30        | Szató Takuma Gy      | Rahal Letterman Lanigan Racing                              | Honda     | 228.300        |
| 15                              | 33        | James Davison        | Dale Coyne Racing with Byrd/Hollinger/Belardi               | Honda     | 228.273        |
| 16                              | 14        | Tony Kanaan Gy       | A. J. Foyt Enterprises                                      | Chevrolet | 228.120        |
| 17                              | 15        | Graham Rahal         | Rahal Letterman Lanigan Racing                              | Honda     | 228.104        |
| 18                              | 9         | Scott Dixon Gy       | Chip Ganassi Racing                                         | Honda     | 228.100        |
| 19                              | 77        | Oriol Servià         | MotoGator Team Stange Racing with Arrow Schmidt Peterson    | Honda     | 227.991        |
| 20                              | 23        | Charlie Kimball      | Carlin                                                      | Chevrolet | 227.915        |
| 21                              | 48        | J. R. Hildebrand     | Dreyer & Reinbold Racing                                    | Chevrolet | 227.908        |
| 22                              | 28        | Ryan Hunter-Reay Gy  | Andretti Autosport                                          | Honda     | 227.877        |
| 23                              | 19        | Santino Ferrucci Ú   | Dale Coyne Racing                                           | Honda     | 227.731        |
| 24                              | 4         | Matheus Leist        | A. J. Foyt Enterprises                                      | Chevrolet | 227.717        |
| 25                              | 60        | Jack Harvey          | Meyer Shank Racing with Arrow Schmidt Peterson              | Honda     | 227.695        |
| 26                              | 42        | Jordan King Ú        | Rahal Letterman Lanigan Racing                              | Honda     | 227.502        |
| 27                              | 81        | Ben Hanley Ú         | DragonSpeed                                                 | Chevrolet | 227.482        |
| 28                              | 26        | Zach Veach           | Andretti Autosport                                          | Honda     | 227.341        |
| 29                              | 10        | Felix Rosenqvist Ú   | Chip Ganassi Racing                                         | Honda     | 227.297        |
| 30                              | 39        | Pippa Mann           | Clauson-Marshall Racing                                     | Chevrolet | 227.244        |
| Nem jutott be                   |           |                      |                                                             |           |                |
| 31                              | 66        | Fernando Alonso      | McLaren Racing                                              | Chevrolet | 227.224        |
| 32                              | 5T        | James Hinchcliffe    | Arrow Schmidt Peterson Motorsports                          | Honda     | 226.956        |
| 33                              | 24        | Sage Karam           | Dreyer & Reinbold Racing                                    | Chevrolet | 226.951        |
| 34                              | 31        | Patricio O’Ward Ú    | Carlin                                                      | Chevrolet | 226.897        |
| 35                              | 59        | Max Chilton          | Carlin                                                      | Chevrolet | 226.321        |
| 36                              | 32        | Kyle Kaiser          | Juncos Racing                                               | Chevrolet | Time Withdrawn |
| Hivatalos eredménylista         |           |                      |                                                             |           |                |

### Bump Day/Pole Day — Május 19.

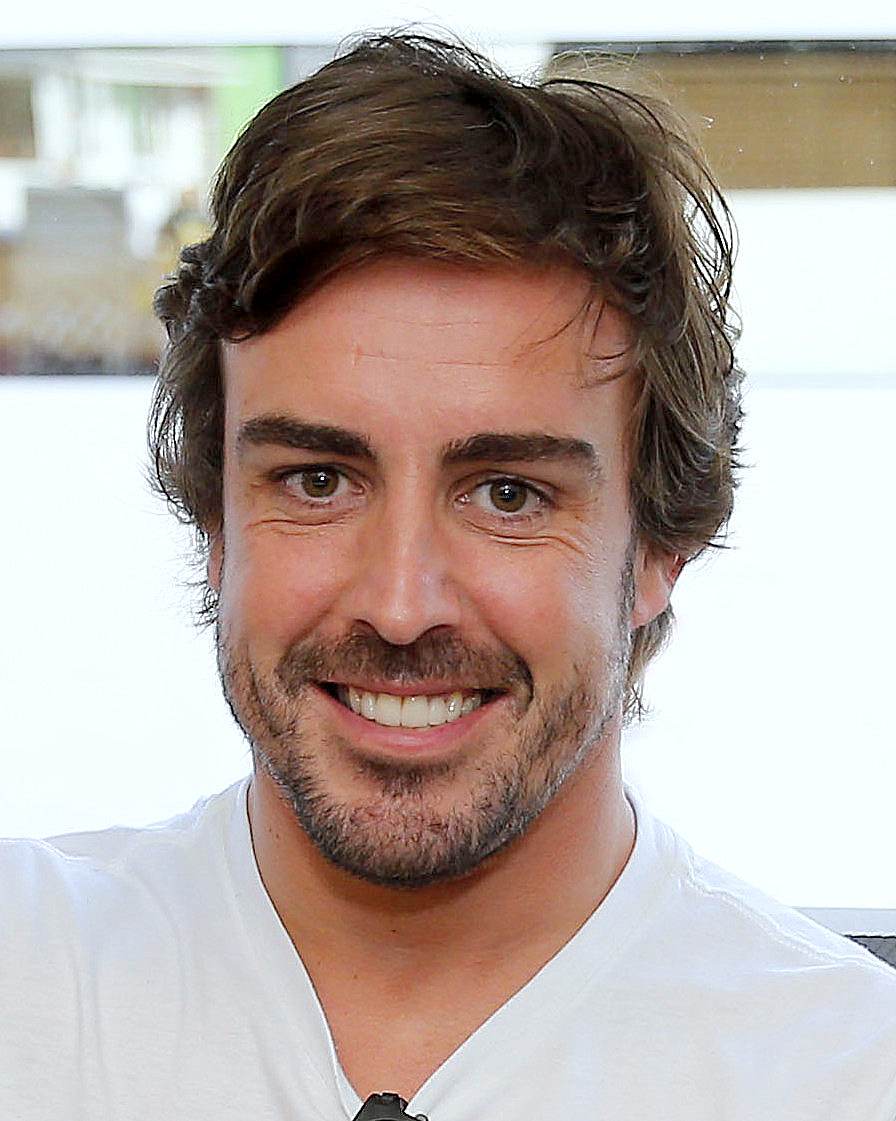
Fernando Alonso nem tudta magát kvalifikálni a versenyre.

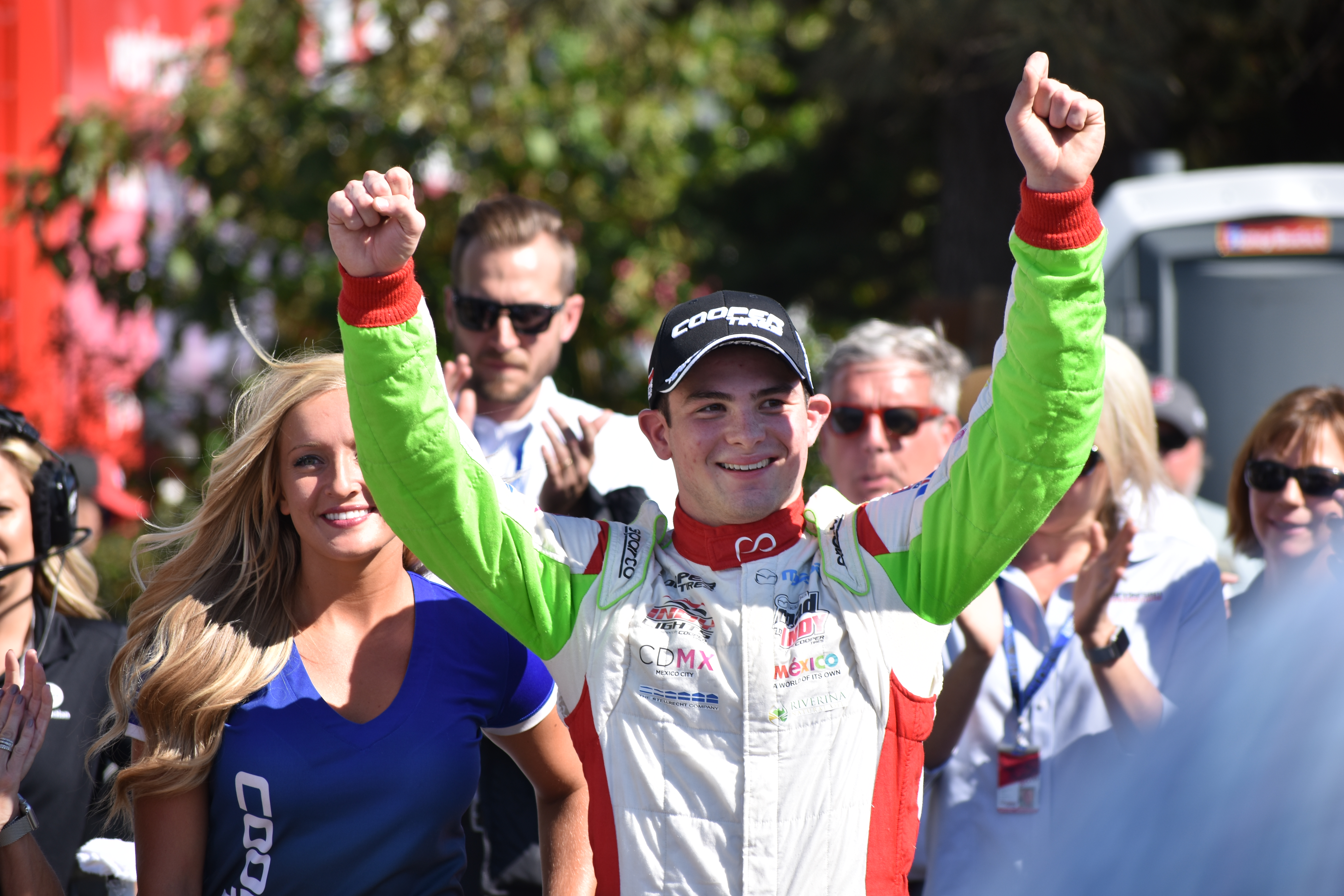
Patricio O’Ward sem nem jutott be a legjobb 33-ba első Indy500-án.

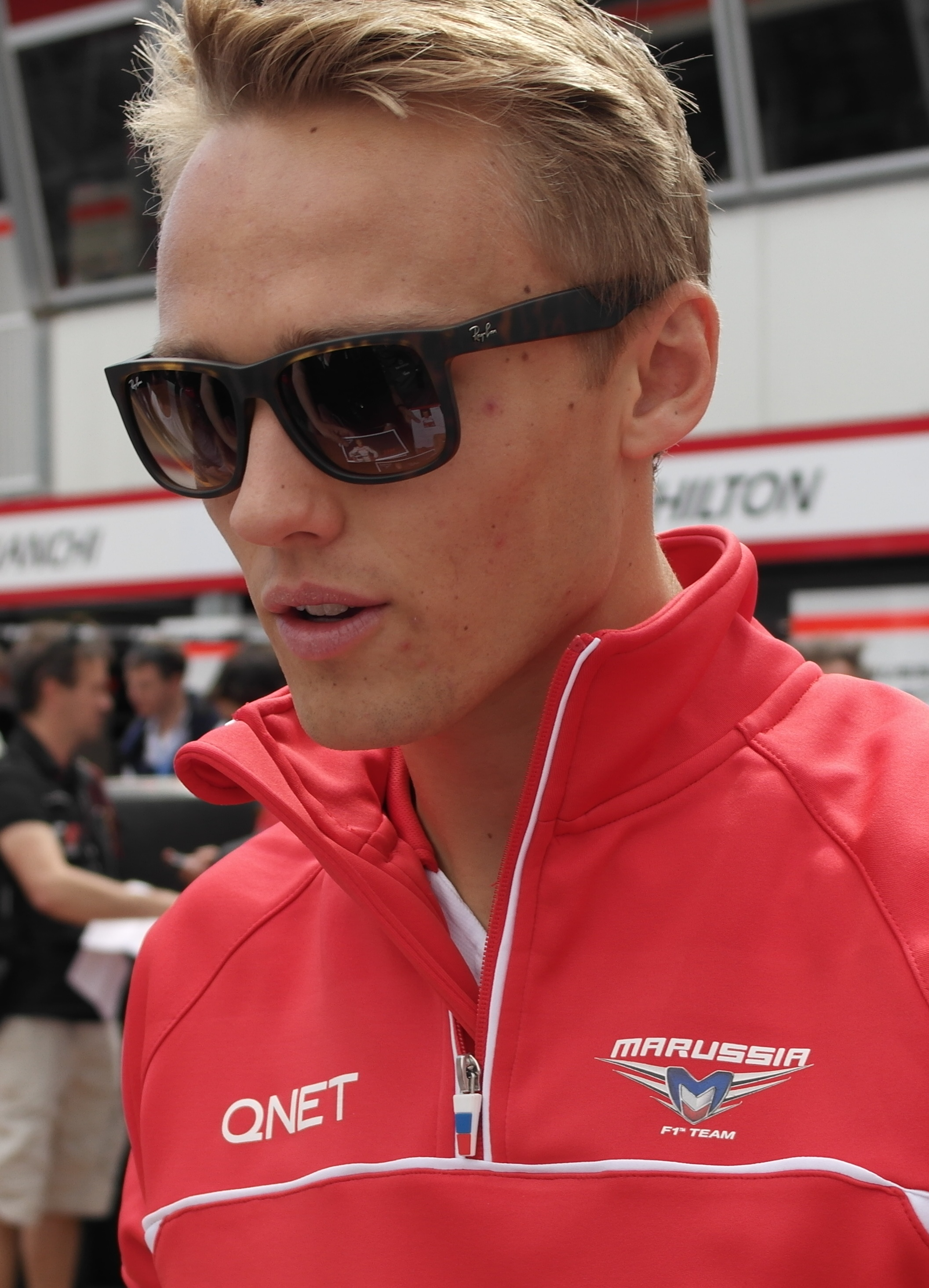
Max Chilton sem tudta magát kvalifikálni a versenyre, 2016 óta először.

#### Pótselejtező
Összefoglaló: A pótselejtező az utolsó hat pilótának ad még egy lehetőséget, hogy harcoljanak az utolsó három fennmaradt helyért, három pilóta pedig automatikusan kiesik akik nem futják meg azt az időt ami az induláshoz szükséges, és nem indulhat a versenyen. Sage Karam, James Hinchcliffe és Kyle Kaiser fért be végül a 30-31-32. helyekre. Akik számára gyorsan véget ért a hétvége és nem állhattak fel a rajtrácsra: A 2018-as IndyLights-bajnok Patricio O'Ward, csapattársa Max Chilton, aki most először nem tudta kvalifikálni magát 2016-óta, és Fernando Alonso, aki az utolsóként kört futó Kyle Kaiser-től minimális különbséget kapott.
| Helyezés                       | Rajtszám                  | Versenyző                 | Csapat                             | Motor                     | Sebesség                  |
| Felállhatott a rajtrácsra      | Felállhatott a rajtrácsra | Felállhatott a rajtrácsra | Felállhatott a rajtrácsra          | Felállhatott a rajtrácsra | Felállhatott a rajtrácsra |
| ------------------------------ | ------------------------- | ------------------------- | ---------------------------------- | ------------------------- | ------------------------- |
| 31                             | 24                        | Sage Karam                | Dreyer & Reinbold Racing           | Chevrolet                 | 227.740                   |
| 32                             | 5T                        | James Hinchcliffe         | Arrow Schmidt Peterson Motorsports | Honda                     | 227.543                   |
| 33                             | 32                        | Kyle Kaiser               | Juncos Racing                      | Chevrolet                 | 227.372                   |
| Nem állhatott fel a rajtrácsra |                           |                           |                                    |                           |                           |
| 34                             | 66                        | Fernando Alonso           | McLaren Racing                     | Chevrolet                 | 227.353                   |
| 35                             | 31                        | Patricio O’Ward Ú         | Carlin                             | Chevrolet                 | 227.092                   |
| 36                             | 59                        | Max Chilton               | Carlin                             | Chevrolet                 | 226.192                   |

#### Fast Nine
Összefoglaló: A Fast Nine, a legjobb kilenc pilótának ad egy lehetőséget, hogy az időmérő után harcoljanak a pole-pozícióért. Az első helyről végül 2016-os IndyCar-bajnok a francia Simon Pagenaud indulhatott.
| Helyezés                | Rajtszám               | Versenyző              | Csapat                             | Motor                  | Sebesség               |
| A Fast Nine résztvevői  | A Fast Nine résztvevői | A Fast Nine résztvevői | A Fast Nine résztvevői             | A Fast Nine résztvevői | A Fast Nine résztvevői |
| ----------------------- | ---------------------- | ---------------------- | ---------------------------------- | ---------------------- | ---------------------- |
| 1                       | 22                     | Simon Pagenaud         | Team Penske                        | Chevrolet              | 229.992                |
| 2                       | 20                     | Ed Carpenter           | Ed Carpenter Racing                | Chevrolet              | 229.889                |
| 3                       | 21                     | Spencer Pigot          | Ed Carpenter Racing                | Chevrolet              | 229.826                |
| 4                       | 63                     | Ed Jones               | Ed Carpenter Racing Scuderia Corsa | Chevrolet              | 229.646                |
| 5                       | 88                     | Colton Herta Ú         | Harding Steinbrenner Racing        | Honda                  | 229.086                |
| 6                       | 12                     | Will Power Gy          | Team Penske                        | Chevrolet              | 228.645                |
| 7                       | 18                     | Sébastien Bourdais     | Dale Coyne Racing                  | Honda                  | 228.621                |
| 8                       | 2                      | Josef Newgarden        | Team Penske                        | Chevrolet              | 228.396                |
| 9                       | 27                     | Alexander Rossi Gy     | Andretti Autosport                 | Honda                  | 228.247                |
| Hivatalos eredménylista |                        |                        |                                    |                        |                        |

## Gyakorlások az időmérő edzés után

### Május 20.
Időjárás: 17 °C
Összefoglaló:
| Helyezés                | Rajtszám | Versenyző         | Csapat                             | Motor     | Sebesség |
| ----------------------- | -------- | ----------------- | ---------------------------------- | --------- | -------- |
| 1                       | 22       | Simon Pagenaud    | Team Penske                        | Chevrolet | 228.441  |
| 2                       | 2        | Josef Newgarden   | Team Penske                        | Chevrolet | 228.273  |
| 3                       | 5        | James Hinchcliffe | Arrow Schmidt Peterson Motorsports | Honda     | 227.994  |
| Hivatalos eredménylista |          |                   |                                    |           |          |

### Carb Day — Május 24.
Időjárás: 31 °C
Összefoglaló: A Carb Day a verseny előtti utolsó gyakorlás volt. Az edzést mindenki rendben, baleset nélkül letudta. Tony Kanaan futotta a legjobb sebességet, a legjobb újonc Santino Ferrucci és a korábbi Indy-győztes, Szató Takuma előtt.
| Helyezés                | Rajtszám | Versenyző        | Csapat                         | Motor     | Sebesség |
| ----------------------- | -------- | ---------------- | ------------------------------ | --------- | -------- |
| 1                       | 14       | Tony Kanaan      | A. J. Foyt Enterprises         | Chevrolet | 225.517  |
| 2                       | 19       | Santino Ferrucci | Dale Coyne Racing              | Honda     | 225.486  |
| 3                       | 30       | Szató Takuma     | Rahal Letterman Lanigan Racing | Honda     | 225.468  |
| Hivatalos eredménylista |          |                  |                                |           |          |

### Pit Stop Challenge
A Carb Day keretein belül került sor a Pit Stop Challenge-re, amelyben nyolc versenyző, egyenes kieséses rendszerben azt döntötte el, kinek a csapata végzi el a leggyorsabb kerékcserét és tankolást egy boxkiállás során. Ezt a külön versenyt a döntőig jutó Marcus Ericsson nyerte, az ötször IndyCar-bajnok Scott Dixon-nal szemben. Ugyanis Ericcson jobban indult a lámpák kialvásánál.

## Rajtrács
W  = Korábbi győztes;  Ú  = Indy 500 újonc
| Sor | Belül | Belül               | Középen | Középen            | Kívül | Kívül                |
| --- | ----- | ------------------- | ------- | ------------------ | ----- | -------------------- |
| 1   | 22    | Simon Pagenaud      | 20      | Ed Carpenter       | 21    | Spencer Pigot        |
| 2   | 63    | Ed Jones            | 88      | Colton Herta Ú     | 12    | Will Power Gy        |
| 3   | 18    | Sébastien Bourdais  | 2       | Josef Newgarden    | 27    | Alexander Rossi Gy   |
| 4   | 98    | Marco Andretti      | 25      | Conor Daly         | 3     | Hélio Castroneves Gy |
| 5   | 7     | Marcus Ericsson Ú   | 30      | Szató Takuma Gy    | 33    | James Davison        |
| 6   | 14    | Tony Kanaan Gy      | 15      | Graham Rahal       | 9     | Scott Dixon Gy       |
| 7   | 77    | Oriol Servià        | 23      | Charlie Kimball    | 48    | J. R. Hildebrand     |
| 8   | 28    | Ryan Hunter-Reay Gy | 19      | Santino Ferrucci Ú | 4     | Matheus Leist        |
| 9   | 60    | Jack Harvey         | 42      | Jordan King Ú      | 81    | Ben Hanley Ú         |
| 10  | 26    | Zach Veach          | 10      | Felix Rosenqvist Ú | 39    | Pippa Mann           |
| 11  | 24    | Sage Karam          | 5       | James Hinchcliffe  | 32    | Kyle Kaiser          |

Nem indulhatott a versenyen
| Rajtszám | Versenyző       | Csapat         |
| -------- | --------------- | -------------- |
| 66       | Fernando Alonso | McLaren Racing |
| 31       | Patricio O’Ward | Carlin         |
| 59       | Max Chilton     | Carlin         |

## Verseny
| Helyezés              | Rajtszám | Versenyző              | Csapat                                                      | Motor     | Körök | Idő/kiesés oka | Boxkiállás | Rajthely | Körök az élen | Pont |
| --------------------- | -------- | ---------------------- | ----------------------------------------------------------- | --------- | ----- | -------------- | ---------- | -------- | ------------- | ---- |
| 1                     | 22       | Simon Pagenaud         | Team Penske                                                 | Chevrolet | 200   | 2:50:39,2797   | 6          | 1        | 116           | 112  |
| 2                     | 27       | Alexander Rossi (Gy)   | Andretti Autosport                                          | Honda     | 200   | +0,2086        | 6          | 9        | 22            | 82   |
| 3                     | 30       | Szató Takuma (Gy)      | Rahal Letterman Lanigan Racing                              | Honda     | 200   | +0,3413        | 8          | 14       | 3             | 71   |
| 4                     | 2        | Josef Newgarden        | Team Penske                                                 | Chevrolet | 200   | +0,8979        | 6          | 8        | 21            | 67   |
| 5                     | 12       | Will Power (Gy)        | Team Penske                                                 | Chevrolet | 200   | +1,6173        | 6          | 6        | 7             | 65   |
| 6                     | 20       | Ed Carpenter           | Ed Carpenter Racing                                         | Chevrolet | 200   | +1,9790        | 6          | 2        | 7             | 65   |
| 7                     | 19       | Santino Ferrucci (Ú)   | Dale Coyne Racing                                           | Honda     | 200   | +2,8055        | 6          | 23       | 1             | 53   |
| 8                     | 28       | Ryan Hunter-Reay (Gy)  | Andretti Autosport                                          | Honda     | 200   | +4,0198        | 6          | 22       | 0             | 48   |
| 9                     | 14       | Tony Kanaan (Gy)       | A. J. Foyt Enterprises                                      | Chevrolet | 200   | +4,7708        | 8          | 16       | 0             | 44   |
| 10                    | 25       | Conor Daly             | Andretti Autosport                                          | Honda     | 200   | +5,3459        | 6          | 11       | 0             | 40   |
| 11                    | 5        | James Hinchcliffe      | Arrow Schmidt Peterson Motorsports                          | Honda     | 200   | +5,4821        | 8          | 32       | 0             | 38   |
| 12                    | 33       | James Davison          | Dale Coyne Racing with Byrd/Hollinger/Belardi               | Honda     | 200   | +6,2250        | 6          | 15       | 0             | 36   |
| 13                    | 63       | Ed Jones               | Ed Carpenter Racing Scuderia Corsa                          | Chevrolet | 200   | +7,5500        | 8          | 4        | 0             | 40   |
| 14                    | 21       | Spencer Pigot          | Ed Carpenter Racing                                         | Chevrolet | 200   | +8,5566        | 8          | 3        | 4             | 40   |
| 15                    | 4        | Matheus Leist          | A. J. Foyt Enterprises                                      | Chevrolet | 200   | +10,4153       | 7          | 24       | 0             | 30   |
| 16                    | 39       | Pippa Mann             | Clauson-Marshall Racing                                     | Chevrolet | 200   | +12,9803       | 6          | 30       | 0             | 28   |
| 17                    | 9        | Scott Dixon (Gy)       | Chip Ganassi Racing                                         | Honda     | 200   | +14,7595       | 7          | 18       | 13            | 27   |
| 18                    | 3        | Hélio Castroneves (Gy) | Team Penske                                                 | Chevrolet | 199   | +1 kör         | 9          | 12       | 0             | 24   |
| 19                    | 24       | Sage Karam             | Dreyer & Reinbold Racing                                    | Chevrolet | 199   | +1 kör         | 8          | 31       | 0             | 22   |
| 20                    | 48       | J. R. Hildebrand       | Dreyer & Reinbold Racing                                    | Chevrolet | 199   | +1 kör         | 9          | 21       | 0             | 20   |
| 21                    | 60       | Jack Harvey            | Meyer Shank Racing with Arrow Schmidt Peterson              | Honda     | 199   | +1 kör         | 9          | 25       | 0             | 18   |
| 22                    | 77       | Oriol Servià           | MotoGator Team Stange Racing with Arrow Schmidt Peterson    | Honda     | 199   | +1 kör         | 7          | 19       | 0             | 16   |
| 23                    | 7        | Marcus Ericsson (Ú)    | Arrow Schmidt Peterson Motorsports                          | Honda     | 198   | +2 kör         | 8          | 13       | 0             | 14   |
| 24                    | 42       | Jordan King (Ú)        | Rahal Letterman Lanigan Racing                              | Honda     | 198   | +2 kör         | 8          | 26       | 0             | 12   |
| 25                    | 23       | Charlie Kimball        | Carlin                                                      | Chevrolet | 196   | +4 kör         | 7          | 20       | 0             | 10   |
| 26                    | 98       | Marco Andretti         | Andretti Herta Autosport w/ Marco Andretti & Curb-Agajanian | Honda     | 195   | +5 kör         | 12         | 10       | 0             | 10   |
| 27                    | 15       | Graham Rahal           | Rahal Letterman Lanigan Racing                              | Honda     | 176   | Ütközés        | 5          | 17       | 0             | 10   |
| 28                    | 10       | Felix Rosenqvist (Ú)   | Chip Ganassi Racing                                         | Honda     | 176   | Ütközés        | 6          | 29       | 6             | 11   |
| 29                    | 26       | Zach Veach             | Andretti Autosport                                          | Honda     | 176   | Ütközés        | 5          | 28       | 0             | 10   |
| 30                    | 18       | Sébastien Bourdais     | Dale Coyne Racing with Vasser-Sullivan                      | Honda     | 176   | Ütközés        | 5          | 7        | 0             | 13   |
| 31                    | 32       | Kyle Kaiser            | Juncos Racing                                               | Chevrolet | 71    | Ütközés        | 2          | 33       | 0             | 10   |
| 32                    | 81       | Ben Hanley (Ú)         | DragonSpeed                                                 | Chevrolet | 54    | Műszaki hiba   | 1          | 27       | 0             | 10   |
| 33                    | 88       | Colton Herta (Ú)       | Harding Steinbrenner Racing                                 | Honda     | 3     | Műszaki hiba   | 0          | 5        | 0             | 15   |
| HIVATALOS VÉGEREDMÉNY |          |                        |                                                             |           |       |                |            |          |               |      |

## Közvetítés
Az IndyCar 2019-re nem csak az Indy500-ra korlátozta a közvetítési jogokat, hanem az egész szezonra. A nemzetközi piacról nagyrészt megvonta a TV-csatornák engedélyeit, valamint az Egyesült Államokban is csak egyetlen csatornának volt engedélye, az NBC-nek és ezen belül az NBCSports-nak, továbbá az online platformokon elérhető NBC Gold-nak.